# Топлицзе
То́плицзе (То́плиц, Топлицкое; нем. Toplitzsee) — горное озеро в Альпах. Расположено в Австрии, на земле Штирия, примерно в 98 км к востоку от Зальцбурга на территории исторической области Зальцкаммергут. Площадь поверхности — 0,54 км².

## Физические характеристики
Озеро расположено на высоте 718 метров над уровнем моря, имеет длину 2 км, ширину 400 м максимальную глубину порядка 103 м. Питание озера осуществляется за счёт подземных вод. Кислород в водах озера содержится на глубине до 20 метров, воды ниже этой отметки являются солёными; рыбы в озере обитают на глубине не более 18 метров. На больших глубинах были найдены бактерии и черви, которые способны жить без кислорода.

## Во время правления нацистов
До озера Топлицзе, расположенного в труднодоступной высокогорной местности, невозможно добраться на автомобиле — только пешком. Эта особенность в сочетании с небольшим размером и относительно большой глубиной озера ещё в конце 1930-х годов привлекла внимание нацистов, и впоследствии в 1943—1944 годах они основали здесь небольшую гавань и проводили полевые эксперименты с военно-морской техникой. Полевые эксперименты касались попыток взрыва бомб на разных глубинах и испытаний торпед и ракет вертолётов, мишенями которых становились горы, окружающие озеро.

## Нацистские сокровища
К концу Второй мировой войны в озере было затоплено большое количество поддельных бумажных денег, изготовленных узниками концлагерей в рамках так называемой операции «Бернхард». Согласно легендам, в озере, помимо фальшивых денег, нацистами были якобы затоплены произведения искусства, награбленные во время Второй мировой войны, а также золото и многочисленные документы, в том числе сведения о других тайниках с награбленным, банковские счета и тому подобное.
С целью поиска затопленных сокровищ на дно озера осуществлялись погружения с помощью небольших подводных лодок. Эти погружения считаются очень опасными, поскольку стволы деревьев, падающие с гор, на дне остаются нетронутыми и не разлагаются из-за уникального состава воды, в которой отсутствует кислород. Энтузиасты приезжали в 1940-е и 1950-е годы для самостоятельных поисков, однако почти все из них погибли при загадочных обстоятельствах. Среди них были и те, кто когда-то участвовал в испытаниях вооружения на озере Топлицзе.
В 1959 году на дне озера были найдены ящики с контрафактными британскими банкнотами на сумму 72 миллиона фунтов стерлингов, а также следы экспериментов, проводившихся с военной техникой. В 1963 здесь погиб подводный пловец, искавший сокровища под руководством бывшего нацистского офицера. В 1983 году во время биологических исследований в озере были найдены поддельные банковские счета и очередные образцы военной техники нацистской эпохи.
В настоящее время австрийскими властями запрещены любые подводные исследования в озере без предварительного согласования. Американские экспедиции, работавшие в нём, используя современное оборудование, в 2005—2009 годах не обнаружили никаких новых данных, связанных с потерянными сокровищами. Тем не менее считается, что деньги могут находиться под деревом, лежащим на дне, к которому в настоящее время нет доступа.
Охота за сокровищами нацистов, погребёнными на дне озера, стала сюжетом для нескольких фильмов. В том числе для 8-й серии документального сериала Охотники за мифами (Viasat History, 2012).